# Domingo Mihovilović Rajčević
Domingo Mihovilović Rajčević (Punta Arenas, 13. kolovoza 1918. - Santiago, Čile, 10. ožujka 2014.) je čileanski književnik, filmski i kazališni glumac i redatelj, kazališni povjesničar, povjesničar umjetnosti, osnivač eksperimentalnog kazališta, sveučilišni profesor i čileanski akademik hrvatskog podrijetla. 
Dijete je hrvatskih iseljenika koji su se rodili u Hrvatskoj, a doselili u Čile početkom 20. stoljeća. Otac je iz Škripa, a mati iz Pučišća. Hrvatsku je nekoliko puta posjetio.
Mlađi je brat čileanskog književnika Nicolása Mihovilovića Rajčevića. Poznat je pod pseudonimom Domingo Tessier.
Bitnom je osobom kazališnog života u Čileu. Osnovao je kazališni muzej i Eksperimentalno kazalište. Značajnikom je i čilske televizije.
Pisao je priče i drame. Nekoliko mu je priča i drama prevedeno na hrvatski. Zanimljivo je njegovo dramatiziranje poglavlja iz bratova romana. Naslov tog djela je Luka Milić, kirurg. Drama je postigla veliku gledanost u Punta Arenasu i Santiagu 1970-ih. 
2001. je objavio knjigu o svojoj obitelji, a priprema knjigu o hrvatskoj nazočnosti u čilskoj umjetnosti i kulturi.
Član je Čilske akademije.

## Nagrade i priznanja
Dobio je brojne nagrade, posebice za svoje drame koje su mu dobile nekoliko nagrada.
U Hrvatskoj je odlikovan: 
- odličjem Red Danice hrvatske s likom Marka Marulića